# Augusto Brázio
Augusto Brázio (Brinches, Serpa, 1964), é um fotógrafo com um longo e consolidado percurso na área da fotografia desde os anos de 1990, tendo mais de 10 livros publicados.

## Biografia
Estudou na Escola Superior de Belas Artes, Lisboa (1985-1990).
Ganhou o primeiro prémio Fotojornalismo Visão/BES em 2008, foi membro do Colectivo Kameraphoto e um dos 13 fotógrafos portugueses escolhidos para o programa “Entre Imagens” da RTP. Colabora regularmente com diversas publicações em Portugal e no estrangeiro e conta com exposições em Lisboa, Porto, Paris, Bruxelas, entre muitas outras cidades. Nos últimos anos, focou-se em projectos pessoais, onde reflecte sobre questões de imigração, pertença e ocupação do território. Representado por Salgadeiras Arte Contemporânea.

## Exposições

#### Individuais
- 2023 - "Visível corpo". Galeria das Salgadeiras. Lisboa.
- 2020 - “Fechados”. Palácio de Landal. Santarém.[5]
- 2020 - “Fechados”. Museu de la Cárcova. Universidade Nacional das Artes. Buenos Aires. Argentina.
- 2020 - “Filhos do Sol”. Convento de São José Centro Cultural. Festival “Política e Imagem”. Lagoa.[6]
- 2019 - “Sopé”. Museu da Água. Imago Lisboa. Lisboa.
- 2017 - “Na penumbra”. Galeria das Salgadeiras. Lisboa.[7]
- 2016 - “Bang!, Flâneur – New urban narratives”. Paris. França.
- 2016 - “Paz”. Paço dos Henriques. Alcáçovas.
- 2015 - “Portel”. CMP.
- 2014 - “Vende-se”. Museu do Neo-Realismo. Vila Franca de Xira.
- 2012 - “Bang!”. Encontros da Imagem. Braga.
- 2012 - “Still Life”. Galeria das Salgadeiras. Lisboa.
- 2005 - “Os Olhos Azuis do Mar”. Centro de Artes de Sines.
- 2004 - “Inicial, o dia, a noite”. Oficina Municipal de Artes Soares Branco. Mafra.
- 1999 - “Retratos”. FNAC- Colombo. Lisboa.
- 1997 - “De Pedra a Pedra”. Museu de Mineralogia. Lisboa.

#### Coletivas
- 2024 -  “Micropolíticas” — Obras da Coleção de Arte Contemporânea do Estado. Centro de Arqueologia e Artes de Beja. Beja.[8]
- 2024 -  “Os Filhos do Sol - A busca do Idílico”. Associação Cultural Dez Quinze. Fórum da Maia.[9]
- 2023 -  “Zonas de transição”. — Obras da Coleção da Fundação PLMJ. Cordoaria Nacional. Lisboa.[10]
- 2023 - “O cerco de Lisboa”. Arquivo Municipal de Lisboa - Fotográfico. Lisboa.[11]
- 2023 - “Auto & Retrato”. Centro de Artes Visuais de Coimbra. Coimbra.
- 2023 - “Bons, menos Bons e outros Sobreviventes”. Fundação PLMJ. Lisboa.[12]
- 2022 - “ATER”. Projekteria Art Gallery. Galeria das Salgadeiras. Barcelona. Espanha.[13]
- 2021 - “Vende-se”. Galeria Branca. Novosibirsk. Rússia.
- 2021 - “Vende-se”. Budapest Photo Festival 2021. Budapeste. Hungria.
- 2020 - “SPECTRUM”. Centro de Artes Visuais. Coimbra.
- 2019 - “ATER”. Galeria das Salgadeiras. Lisboa.[14]
- 2019 - “Da fluidez do vestígio.” JUST LX. Galeria das Salgadeiras. Lisboa.[15]
- 2018 - “A preto e branco na coleção da Fundação PLMJ”. Sociedade Nacional de Belas Artes. Lisboa.
- 2016 - “Utopia hoje”. Museu Abílio. FOLIO. Óbidos.
- 2016 - “Bang!, Flâneur by Lisboa”. Lisboa.
- 2015 - “O Tempo e o modo para um retrato da pobreza em Portugal”. Pavilhão 31. Lisboa.
- 2012 - “Hospital”. Hospital Psiquiátrico Miguel Bombarda. Lisboa.
- 2011 - “Um Diário da República". Fundação EDP. Porto.
- 2009 - “450”. Palácio da Inquisição. Évora.
- 2009 - “A State of Affairs”. Plataforma Revolver. Lisboa.
- 2007 - “TXT”. KGaleria. Lisboa.
- 2007 - “Lusofonia”. Berlaymont Building European Commission Headquarters. Bruxelas. Bélgica.
- 2006 - “Medos” Centro de Arte Contemporânea da Amadora. Amadora.
- 2006 - “Madalena”. KGaleria. Lisboa.
- 2006 - “Que sei eu do que serei, eu que não sei o que sou?”. Kameraphoto / Casa Fernando Pessoa. Lisboa.
- 2006 - “Alentejo Elementar”. Fundação Alentejo Terra Mãe. Évora.
- 2004 - “Extensão do Olhar”. Colecção PLMJ. Lisboa.
- 2004 - “Em Jogo on side”. Centro de Artes Visuais. Coimbra.
- 2003 - “Trabalho”. Centro de Artes Visuais. Coimbra.
- 2002 - “Coimbra”. Centro de Artes Visuais. Coimbra.

## Coleções
A sua obra está representada em várias colecções públicas e privadas, entre as quais:
- Coleção de Arte Contemporânea do Estado / Ministério da Cultura[16]
- Colecção de Fotografia do Novo Banco[17]
- Fundação EDP[18]
- Centro de Artes Visuais Coimbra
- Fundação PLMJ[19]
- Coleção Norlinda e José Lima[20]
- Coleção Biblioteca de Serralves
- Coleção Marin Gaspar
- Coleção Fonseca Macedo
- Encontros de Imagem de Braga
- Centro de Artes de Sines
- Coleção da Câmara Municipal de Alcanena.
- The never-ending collection, Espanha

## Feiras de Arte
- (2024) - "Skin: memory and impression". Salgadeiras Arte Contemporânea. Photo London. Londres.[21]
- 2021 - “Repouso e movimento. Invenção”. Galeria das Salgadeiras. JUST MAD. Madrid.[22]
- 2020 - “ATER”. Galeria das Salgadeiras. JUST MAD. Madrid.[23]
- 2019 - “Da fluidez do vestígio”. Galeria das Salgadeiras. JUST LX. Lisboa.[24]

## Publicações
- 2022 - “Presentes Ausentes”. PIPA — Programa da Imagem e da Palavra da Azinhaga.
- 2020 - “Filhos do Sol — A Busca do Idílico.” Câmara Municipal de Lagoa.[25]
- 2019 - “Rasgo” — Projecto “Viagens na minha terra”. Quarta Parede. Covilhã.[26]
- 2017 - “Debaixo da pele” — Projecto “Viagens na minha terra”. Câmara Municipal de Águeda.[27]
- 2016 - “Sor” — Projecto “Viagens na minha terra”. Câmara Municipal de Ponte de Sor.
- 2015 - “Sopé” — Projecto “Viagens na minha terra”. Teatro Virgínia/Câmara Municipal Torres Novas.[28]
- 2015 - “Portel”. Câmara Municipal de Portel.
- 2014 - “Vende-se”. Ghost.
- 2012 - “Bang!”. Kphoto.
- 2009 - “30.365.24”. Administração Regional de Saúde de Lisboa e Vale do Tejo. Lisboa.
- 2006 - “Olha pra mim". Oficina do Livro.
- 2005 - “Os Olhos Azuis do Mar”. Centro de Artes de Sines.
- 2004 - “O Fado Operário no Alentejo. Edições Tradisom.
- 1996 - “No Jardim do Mundo”. Câmara Municipal de Portel.

#### Publicações coletivas
- 2022 - “Untitled”. Galeria das Salgadeiras.
- 2022 - “ATER”. Galeria das Salgadeiras.
- 2011 - “Um Diário da República”. Lisboa. Portugal. KPhoto.
- 2009 - “A State of Affairs”. Lisboa. Portugal. Kphoto.
- 2009 - “450”. Évora. Portugal. Universidade de Évora.
- 2008 - “Testemunhos, Trajetos de Qualificação”. Alfândega do Porto. Porto.